# Campeonato Mundial de Basquetebol Feminino de 2006
O Campeonato Mundial de Basquetebol Feminino de 2006 foi realizado no Brasil entre os dias 12 e 23 de Setembro de 2006. O evento foi co-organizado pela Federação Internacional de Basquetebol (FIBA) e Confederação Brasileira de Basquetebol. Dezesseis seleções nacionais participaram do campeonato.
A Austrália conquistou o primeiro título mundial da modalidade após vencer a Rússia por 91 a 74 na final. Na disputa pela medalha de bronze os Estados Unidos derrotaram o Brasil por 99 a 59 e garantiram um lugar no pódio.

## Locais de competição
| Cidade    | Estádio               |
| --------- | --------------------- |
| Barueri   | Barueri Arena         |
| São Paulo | Ginásio do Ibirapuera |

## Nações participantes
Foram as seguintes as seleções participantes:
| Grupo A       | Grupo B   | Grupo C        | Grupo D          |
| ------------- | --------- | -------------- | ---------------- |
| Brasil        | Austrália | Estados Unidos | República Tcheca |
| Espanha       | Lituânia  | Rússia         | França           |
| Coreia do Sul | Canadá    | China          | Cuba             |
| Argentina     | Senegal   | Nigéria        | Taipé Chinês     |

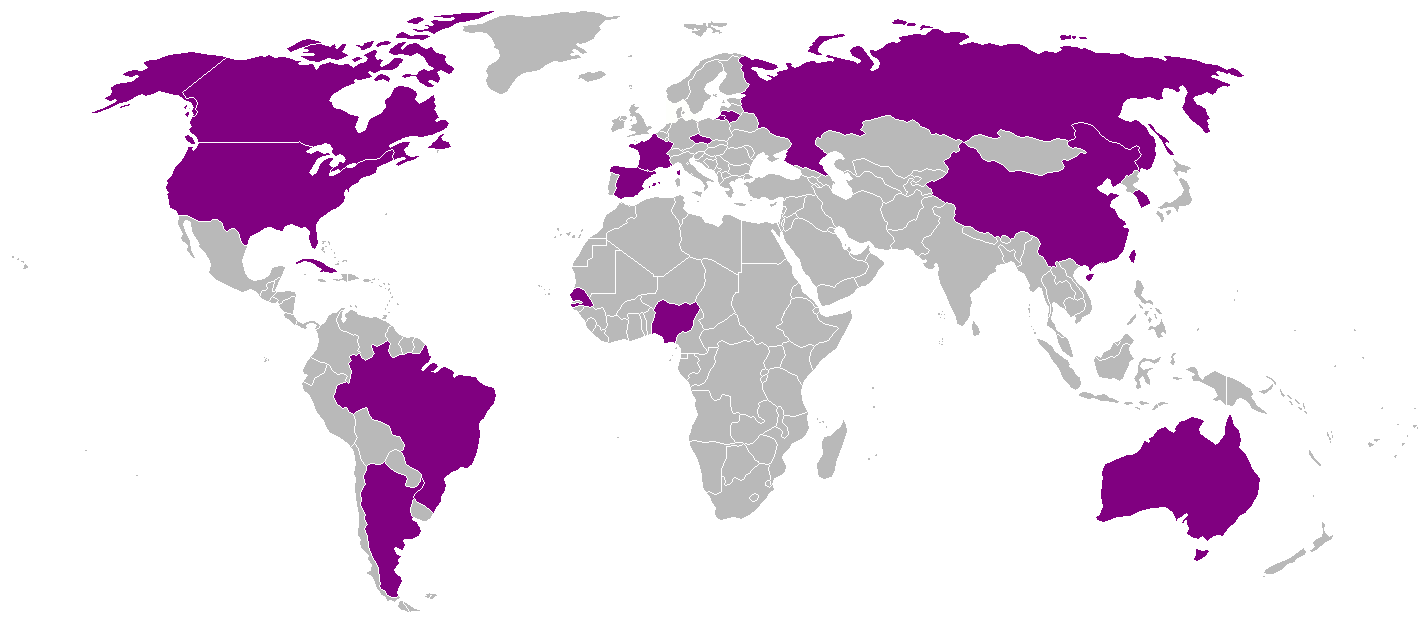
Equipes participantes do Campeonato Mundial de Basquetebol Feminino de 2006.

Com exceção do Brasil, que automaticamente se classificou por ser anfitrião, e dos Estados Unidos, que automaticamente se classificou como campeão olímpico, os 14 países restantes se classificaram através das competições em seus continentes:
- FIBA Europa - Espanha, França, Lituânia, República Tcheca (Campeã Européia), Rússia
- FIBA Américas - Brasil (sede), Estados Unidos (Campeão Olímpico), Canadá, Argentina, Cuba
- FIBA África - Nigéria, Senegal
- FIBA Ásia - China, Taipei Chinesa, Coréia do Sul
- FIBA Oceania - Austrália

## Árbitros
Para o Campeonato Mundial de 2006, a FIBA selecionou 25 árbitros:
| - Andersson, Karolina - Avanessian, Heros - Baum Spalter, Gabriel Chiel - Blauch, Susan Elaine - Boltauzer, Matej - Chernova, Elena - Conde, Antonio | - Crowley, Nadiene Renée - da Silva, Fátima Aparecida - Dolinek, Ivo - Etheir, Nancy - Gode, Vitalis Odhiambo - Ho, Kok Yew - Julien, Chantal | - Leemann, Philippe - Suécia Lefwerth, Oscar - Mayberry, Vaughan Charles - Pacheco, Sérgio de Jesus - Pilipauskas, Kestutis - Peng, Ling - Rougier, Diego Hernan | - Schaer Araya, Gabriela - Smith, Roberto Omar - Touré, Moussa Ismaïla - Varghese, Gens Vadayattu |

## Etapa preliminar
- As três melhores equipes de cada grupo se qualifica para a segunda etapa.

### Grupo A -São Paulo
| Ter Dia 12 13:00         | Coreia do Sul | 57  | 87 | Espanha       |
| Ter Dia 12 15:15         | Argentina     | 69  | 71 | Brasil        |
| Qua Dia 13 13:00         | Espanha       | 64  | 77 | Argentina     |
| Qua Dia 13 15:15         | Brasil        | 106 | 86 | Coreia do Sul |
| Qui 14 de Setembro 13:00 | Coreia do Sul | 64  | 73 | Argentina     |
| Qui 14 de Setembro 15:15 | Brasil        | 66  | 67 | Espanha       |

### Grupo B -São Paulo
| Ter Dia 12 17:30 | Lituânia  | 0  | 2  | Austrália |
| Ter Dia 12 19:45 | Senegal   | 64 | 65 | Canadá    |
| Qua Dia 13 17:30 | Canadá    | 58 | 84 | Lituânia  |
| Qua Dia 13 19:45 | Austrália | 95 | 55 | Senegal   |
| Qui Dia 14 17:30 | Lituânia  | 74 | 63 | Senegal   |
| Qui Dia 14 19:45 | Canadá    | 65 | 97 | Austrália |

### Grupo C -Barueri
| Ter Dia 12 15:15 | Rússia         | 84  | 50 | Nigéria        |
| Ter Dia 12 19:45 | Estados Unidos | 119 | 72 | China          |
| Qua Dia 13 15:15 | China          | 66  | 86 | Rússia         |
| Qua Dia 13 19:45 | Nigéria        | 46  | 79 | Estados Unidos |
| Qui Dia 14 17:30 | Estados Unidos | 90  | 80 | Rússia         |
| Qui Dia 14 19:45 | Nigéria        | 59  | 71 | China          |

### Grupo D -Barueri
| Ter Dia 12 13:00 | França           | 62 | 58  | República Tcheca |
| Ter Dia 12 17:30 | Cuba             | 75 | 70  | Taipé Chinês     |
| Qua Dia 13 13:00 | Taipé Chinês     | 68 | 100 | França           |
| Qua Dia 13 17:30 | República Tcheca | 73 | 51  | Cuba             |
| Qui Dia 14 13:00 | Taipé Chinês     | 72 | 93  | República Tcheca |
| Qui Dia 14 15:15 | França           | 73 | 78  | Cuba             |

## Oitavas-de-final
- As quatro melhores equipes de cada grupo se qualifica para as quartas-de-final.

### Grupo E -São Paulo
| Sab Dia 16 09:30 | Argentina | 62 | 58 | Canadá    |
| Sab Dia 16 14:00 | Brasil    | 84 | 67 | Lituânia  |
| Sat Dia 16 16:15 | Austrália | 72 | 68 | Espanha   |
| Dom Dia 17 09:30 | Argentina | 47 | 62 | Lituânia  |
| Dom Dia 17 14:00 | Espanha   | 85 | 57 | Canadá    |
| Dom Dia 17 16:15 | Austrália | 82 | 73 | Brasil    |
| Seg Dia 18 13:00 | Lituânia  | 55 | 75 | Espanha   |
| Seg Dia 18 15:15 | Argentina | 49 | 83 | Austrália |
| Seg Dia 18 17:30 | Brasil    | 82 | 41 | Canadá    |

### Grupo F -Barueri
| Sab Dia 16 11:45 | Rússia           | 64 | 74 | França           |
| Sab Dia 16 14:00 | República Tcheca | 79 | 73 | China            |
| Sab Dia 16 16:15 | Estados Unidos   | 90 | 50 | Cuba             |
| Dom Dia 17 11:45 | República Tcheca | 85 | 83 | Rússia           |
| Dom Dia 17 14:00 | China            | 73 | 70 | Cuba             |
| Dom Dia 17 16:15 | Estados Unidos   | 76 | 41 | França           |
| Dom Dia 18 15:15 | Rússia           | 96 | 81 | Cuba             |
| Seg Dia 18 17:30 | França           | 64 | 66 | China            |
| Seg Dia 18 19:45 | Estados Unidos   | 63 | 50 | República Tcheca |

## Fase decisiva -São Paulo
Tempo local (UTC -2)
|  | Quartas de final               | Quartas de final               |                                |                | Semifinais     | Semifinais     |  |  | Final                          | Final |
|  |                                |                                |                                |                |                |                |  |  |                                |       |
|  | 20 de Setembro de 2006 - 17:30 |                                |                                |                |                |                |  |  |                                |       |
|  |                                |                                |                                |                |                |                |  |  |                                |       |
|  | Austrália                      | 79                             |                                |                |                |                |  |  |                                |       |
|  | Austrália                      | 79                             | 21 de Setembro de 2006 - 15:15 |                |                |                |  |  |                                |       |
|  | França                         | 66                             |                                |                |                |                |  |  |                                |       |
|  | França                         | 66                             | Austrália                      | 88             |                |                |  |  |                                |       |
|  | 20 de Setembro de 2006 - 15:15 |                                | Austrália                      | 88             |                |                |  |  |                                |       |
|  |                                | Brasil                         | 76                             |                |                |                |  |  |                                |       |
|  | República Tcheca               | Brasil                         | 76                             | 51             |                |                |  |  |                                |       |
|  | República Tcheca               |                                | 23 de Setembro de 2006 - 14:00 | 51             |                |                |  |  |                                |       |
|  | Brasil                         | 75                             |                                |                |                |                |  |  |                                |       |
|  | Brasil                         | 75                             | Austrália                      | 91             |                |                |  |  |                                |       |
|  | 20 de Setembro de 2006 - 13:00 |                                | Austrália                      | 91             |                |                |  |  |                                |       |
|  |                                | Rússia                         | 74                             |                |                |                |  |  |                                |       |
|  | Espanha                        | Rússia                         | 74                             | 56             |                |                |  |  |                                |       |
|  | Espanha                        | 21 de Setembro de 2006 - 19:45 |                                | 56             |                |                |  |  |                                |       |
|  | Rússia                         | 60                             |                                |                |                |                |  |  |                                |       |
|  | Rússia                         | 60                             | Rússia                         | 75             | Terceiro lugar | Terceiro lugar |  |  |                                |       |
|  | 20 de Setembro de 2006 - 19:45 |                                | Rússia                         | 75             | Terceiro lugar | Terceiro lugar |  |  |                                |       |
|  |                                | Estados Unidos                 | 68                             |                |                |                |  |  |                                |       |
|  | Estados Unidos                 | Estados Unidos                 | 68                             | 90             | Brasil         | 59             |  |  |                                |       |
|  | Estados Unidos                 |                                |                                | 90             | Brasil         | 59             |  |  |                                |       |
|  | Lituânia                       | 56                             |                                | Estados Unidos | 99             |                |  |  |                                |       |
|  | Lituânia                       | 56                             |                                |                | 99             |                |  |  |                                |       |
|  |                                |                                |                                |                |                |                |  |  | 23 de Setembro de 2006 - 11:00 |       |
|  |                                |                                |                                |                |                |                |  |  |                                |       |

### 5.º ao 8.º lugar
|  | Etapa classificatória          | Etapa classificatória          |    |                                | Quinto lugar                   | Quinto lugar |  |
|  |                                |                                |    |                                |                                |              |  |
|  | 21 de Setembro de 2006 - 13:00 |                                |    |                                |                                |              |  |
|  | França                         | 79 (OT)                        |    |                                |                                |              |  |
|  | República Tcheca               | 78                             |    |                                |                                |              |  |
|  |                                |                                |    |                                |                                |              |  |
|  |                                |                                |    |                                | 22 de Setembro de 2006 - 17:30 |              |  |
|  |                                |                                |    |                                | França                         | 79           |  |
|  |                                | Lituânia                       | 73 |                                |                                |              |  |
|  |                                |                                |    |                                |                                |              |  |
|  |                                |                                |    |                                |                                |              |  |
|  |                                |                                |    |                                | Sétimo lugar                   |              |  |
|  | 21 de Setembro de 2006 - 17:30 | 21 de Setembro de 2006 - 17:30 |    | 22 de Setembro de 2006 - 15:15 | 22 de Setembro de 2006 - 15:15 |              |  |
|  | Espanha                        | 71                             |    | República Tcheca               | 57                             |              |  |
|  | Lituânia                       | 80                             |    |                                | Espanha                        | 49           |  |

### 9.º ao 12.º lugar
|  | Etapa classificatória          | Etapa classificatória          |    |                                | Nono lugar                     | Nono lugar |  |
|  |                                |                                |    |                                |                                |            |  |
|  | 20 de Setembro de 2006 - 19:45 |                                |    |                                |                                |            |  |
|  | China                          | 61                             |    |                                |                                |            |  |
|  | Canadá                         | 65                             |    |                                |                                |            |  |
|  |                                |                                |    |                                |                                |            |  |
|  |                                |                                |    |                                | 21 de Setembro de 2006 - 19:45 |            |  |
|  |                                |                                |    |                                | Canadá                         | 57         |  |
|  |                                | Argentina                      | 74 |                                |                                |            |  |
|  |                                |                                |    |                                |                                |            |  |
|  |                                |                                |    |                                |                                |            |  |
|  |                                |                                |    |                                | Décimo-primeiro lugar          |            |  |
|  | 20 de Setembro de 2006 - 17:30 | 20 de Setembro de 2006 - 17:30 |    | 21 de Setembro de 2006 - 17:30 | 21 de Setembro de 2006 - 17:30 |            |  |
|  | Argentina                      | 76                             |    | China                          | 68                             |            |  |
|  | Cuba                           | 73                             |    |                                | Cuba                           | 71         |  |

### 13.º ao 16.º lugar
|  | Etapa classificatória          | Etapa classificatória          |    |                                | Décimo-terceiro lugar          | Décimo-terceiro lugar |  |
|  |                                |                                |    |                                |                                |                       |  |
|  | 16 de Setembro de 2006 - 09:30 |                                |    |                                |                                |                       |  |
|  | Taipé Chinês                   | 81                             |    |                                |                                |                       |  |
|  | Nigéria                        | 77                             |    |                                |                                |                       |  |
|  |                                |                                |    |                                |                                |                       |  |
|  |                                |                                |    |                                | 17 de Setembro de 2006 - 16:15 |                       |  |
|  |                                |                                |    |                                | Taipé Chinês                   | 52                    |  |
|  |                                | Coreia do Sul                  | 73 |                                |                                |                       |  |
|  |                                |                                |    |                                |                                |                       |  |
|  |                                |                                |    |                                |                                |                       |  |
|  |                                |                                |    |                                | Décimo-quinto lugar            |                       |  |
|  | 16 de Setembro de 2006 - 16:15 | 16 de Setembro de 2006 - 16:15 |    | 17 de Setembro de 2006 - 09:30 | 17 de Setembro de 2006 - 09:30 |                       |  |
|  | Coreia do Sul                  | 75                             |    | Nigéria                        | 64                             |                       |  |
|  | Senegal                        | 69                             |    |                                | Senegal                        | 66                    |  |

## Prêmios
| Campeã              |
| ------------------- |
| Austrália 1º título |

| Melhor jogadora  |
| ---------------- |
| Penny Taylor-Gil |

## Ranking final
| #  | Equipe           | V-D |
| -- | ---------------- | --- |
| 1  | Austrália        | 9-0 |
| 2  | Rússia           | 5-4 |
| 3  | Estados Unidos   | 8-1 |
| 4  | Brasil           | 5-4 |
| 5  | França           | 5-4 |
| 6  | Lituânia         | 4-5 |
| 7  | República Tcheca | 5-4 |
| 8  | Espanha          | 4-5 |
| 9  | Argentina        | 5-3 |
| 10 | Canadá           | 2-6 |
| 11 | Cuba             | 3-5 |
| 12 | China            | 3-5 |
| 13 | Coreia do Sul    | 2-3 |
| 14 | Taipé Chinês     | 1-4 |
| 15 | Senegal          | 1-4 |
| 16 | Nigéria          | 0-5 |

Legenda: V: vitórias; D: derrotas